# Otto Philipp von Schrottenberg
Otto Philipp Freiherr von Schrottenberg (* 1681; † 1738) aus dem Adelsgeschlecht Schrottenberg war Soldat im Hochstift Bamberg.

## Leben
Von Schrottenberg war der Sohn des bambergischen Oberhofmarschalls Wolf Philipp von Schrottenberg (1640–1715) und dessen Ehefrau Sophia Juliana geborene Erthal (1654–1702). Sein älterer Bruder Philipp Dietrich von Schrottenberg (1675–1725) war Oberamtmann im Amt Lichtenfels und Ritterhauptmann des Ritterkantons Steigerwald. Er heiratete Anna Katharina Sophia geborene von Heuslein von Eisenheim. Aus der Ehe ging der Sohn Lothar Carl von Schrottenberg (1708–1759) hervor.
Von Schrottenberg schlug die Militärlaufbahn ein und erhielt unter Bischof Lothar Franz von Schönborn das Kommando über eine Kürassierkompagnie bei den Bamberger Kreistruppen und war später Generalmajor, Kommandant und  Ober-Schultheiß der Stadt und Festung Forchheim.
Sein Bruder Otto Philipp starb 1725 kinderlos und vererbte den elterlichen Familienfideikommiss Reichmannsdorf mit Schloss und den Orten Untermelsendorf, Obermelsendorf und Eckersbach seinem Sohn Lothar Carl. Ebenfalls erbte dieser das Amt des Oberamtmanns im Amt Lichtenfels. Da Lothar Carl noch minderjährig war, verwaltete Otto Philipp seine Güter als Vormund und das Oberamt als Amtsadministrator.